# Frankenwall 26 (Stralsund)

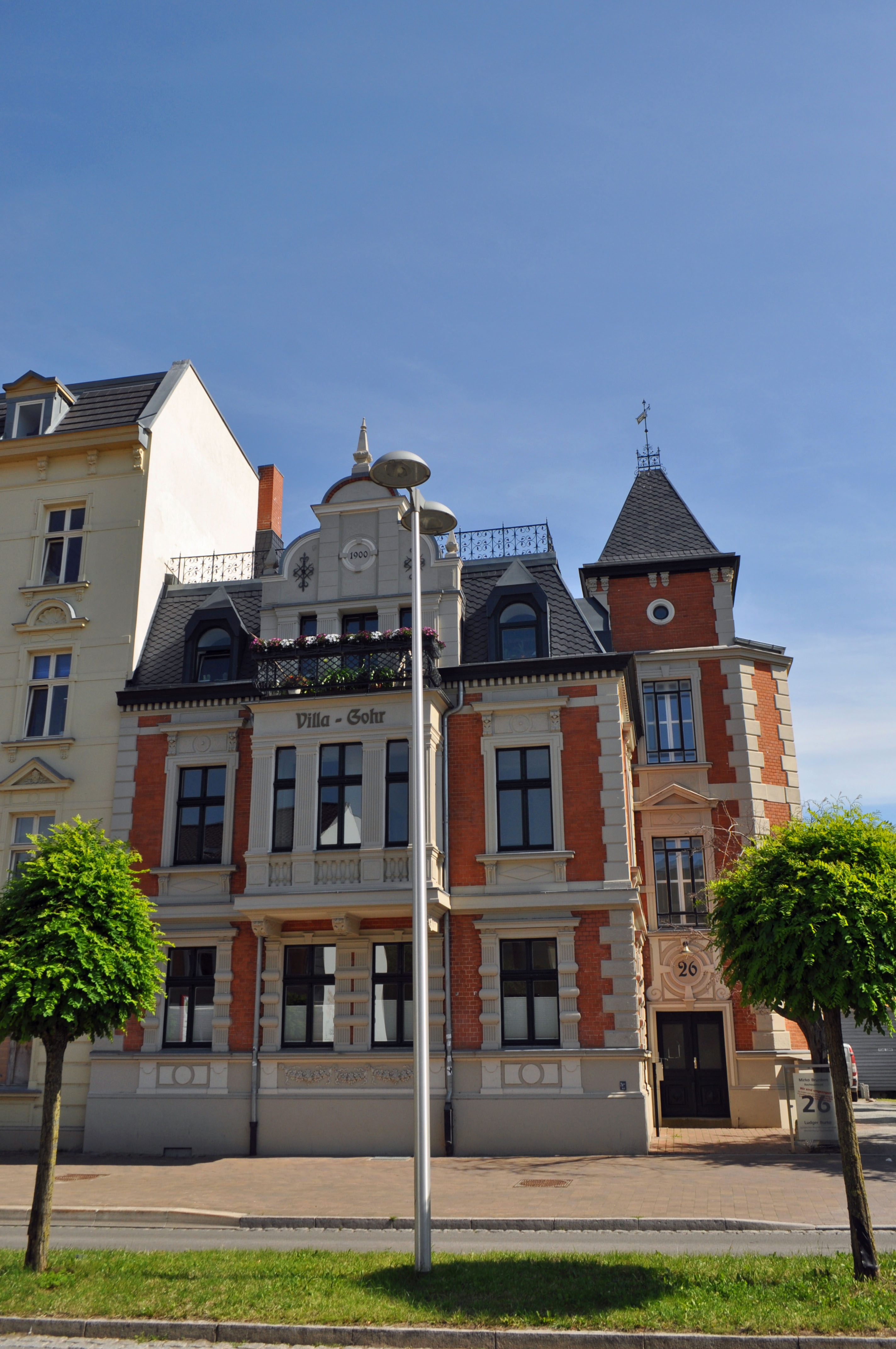
Das Haus Frankenwall 26 in Stralsund (2013)

Das Gebäude mit der postalischen Adresse Frankenwall 26 ist ein denkmalgeschütztes Bauwerk am Frankenwall in Stralsund.
Der zweigeschossige Backsteinbau wurde im Jahr 1900 errichtet.
Die Fassade ist sehr aufwändig im Stil der Neorenaissance gestaltet. Roter Backstein und heller Putz prägen das Bild. Die Gebäudekanten sind rustiziert. Die Mittelachse wird durch einen durch Pilaster gegliederten Erker im Obergeschoss betont, der von einem Zwerchgiebel mit drei Obelisken gekrönt wird.
Die westliche Schmalseite weist einen Anbau mit Aufsatz auf; der dreigeschossige Anbau beherbergt das Treppenhaus.
Das Haus liegt im Kerngebiet des von der UNESCO als Weltkulturerbe anerkannten Stadtgebietes des Kulturgutes „Historische Altstädte Stralsund und Wismar“. In die Liste der Baudenkmale in Stralsund ist es mit der Nummer 266 eingetragen.